# Thelomma
Thelomma is een geslacht van korstmossen behorend tot de familie Caliciaceae. De typesoort is Thelomma mammosum.

## Soorten
Volgens Index Fungorum telt het geslacht vier soorten (peildatum december 2022):
| Soortnaam             | Auteur(s)                      | Publicatiejaar |
| --------------------- | ------------------------------ | -------------- |
| Thelomma brunneum     | (W.A. Weber) M. Prieto & Wedin | 2016           |
| Thelomma californicum | (Tuck.) Tibell                 | 1976           |
| Thelomma mammosum     | (Hepp) A. Massal.              | 1860           |
| Thelomma santessonii  | Tibell                         | 1976           |